# 카이두 칸

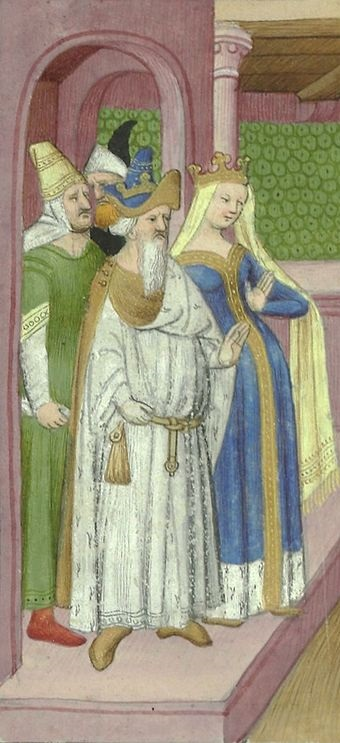
카이두 칸
(헨리 율이 번역한 마르코 폴로 여행기에 삽화된 그림, 1410년~1412년작 추정)

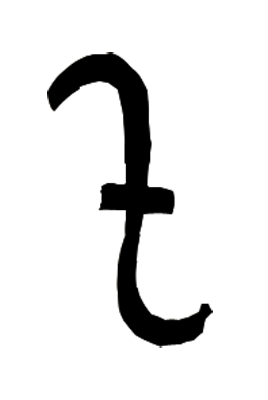
카이두의 서명

보르지긴 카이두(몽골어: ᠪᠣᠷᠵᠢᠭᠢᠨ
ᠬᠠᠢ᠌ᠳᠤ, 한국 한자: 孛兒只斤 海都 패아지근 해도, 키릴 문자:Хайду, 1230년/1234년 ~ 1301년 9월 26일/1302년 8월 25일)는 우구데이의 손자로, 몽골 제국의 황족이자, 몽골 우구데이 칸국의 칸(재위:1248년/1264년 ~ 1301년)이다. 1271년부터는 차가타이 한국의 실질적인 통치자였다. 원나라 세조 쿠빌라이 칸의 주요 정치적 경쟁자의 한 사람으로, 1266년부터 아리크 부케의 계승자를 선언하여, 당숙뻘이 되는 쿠빌라이 칸과 몽골 제국의 대권을 놓고 50년간 경쟁하였다. 페르시아계 사서 집사에서는 그를 콰이두로 표기하며, 당대의 몽골인들은 그를 하이두로 불렀다. 이름 하이두는 중세 몽골어로 몽골 군대의 영광이라는 뜻이다.
구유크 칸의 사후, 오고타이가문에서 몽골 제국의 대권을 차지하려 했으나 실패하고 몽케 칸이 즉위했다. 몽케 칸의 오고타이계 숙청에서 살아남았고, 1259년 칸위 계승을 놓고 쿠빌라이와 아리크부카 사이에 내전이 일어나자, 아리크부카를 지지했다. 1264년 8월 아리크부카는 항복했으나 2년만에 의문의 독살을 당하자, 이후 아리크부카의 계승을 선언하고 쿠빌라이 칸을 상대로 전쟁을 하였다. 그는 인생 대부분을 쿠빌라이 칸과 전쟁을 벌였으며, 1294년 쿠빌라이가 사망한 후에도 원나라 공격을 계속하였다. 1300년 8월부터 원 성종 테무르와의 교전 중, 이듬해 요통과 테케리크 전투에서 얻은 부상 후유증 합병증으로 사망했다.
그의 딸 쿠툴룬은 이탈리아의 작곡가 지아코모 푸치니의 오페라 투란도트의 모델이 되었다. 후일의 차가타이 한국의 괴뢰 군주였던 다니시멘지는 그의 손자 혹은 아들이라 한다.

## 생애

### 생애 초반

#### 어린 시절
카이두는 1230년에 칭기즈칸의 셋째 아들 우구데이 칸의 5남 혹은 3남이자 보라쿠친 카툰 소생인 카시(合失)의 아들로 카라코룸에서 태어났다. 정확한 생일은 기록에 전하지 않는다. 일설에는 1234년생 설. 1235년생 설도 있다. 생일과 정확한 출생지는 미상이다. 카이두의 형제 자매에 대한 기록은 미상인데, 원사와 원사연의, 신원사에는 카시의 아들로 카이두의 이름만 등장한다. 그러나 페르시아계 사서 집사에는 카이두의 남동생으로 테메르부카(Төмөрбулаг)가 있었다 한다. 테메르부카는 이름만 전하며, 생몰년도와 활동기록에 대한 것은 나타나지 않는다. 
카이두라는 이름은 몽골어로 두려움, 겁, 공포를 주는 자라는 뜻이다. 원사, 원사연의, 신원사에는 그의 이름이 해도(海都)로 나타난다. 다른 문헌에서는 개도(開都)로도 나타난다.
카이두의 아버지 카시는 술을 좋아하다가, 서하 혹은 하서(河西) 탕구트 원정 도중 와인 혹은 소주(嗜酒)의 술독으로 일찍 죽었다.1215년생이었던 카시는 1236년 혹은 1239년에 사망하는데, 정확한 사망일자는 기록이 나타나지 않는다. 몽골어로 서하(西夏)를 하서(河西)라고 불렀는데, 그의 이름 카시와 발음이 비슷해 그의 죽음 이후 몽골사람들은 하서라는 말을 꺼려하고 그 대신 탕구트라고 불렀다. 
어머니는 샤르바카나 카툰(Шабканэ хатан) 혹은 시브켄 카툰(Шивхэн  хатан)으로, 베르킨족 혹은 메르키트족 출신인데, 몽골인은 아니고 위구르인도 아니었다. 베르킨족 또는 메르키트출신인 그의 어머니 샤르바카나 카툰은 원사와 신원사, 원사연의에는 등장하지 않으며, 페르시아계 사서 라시드 웃딘의 집사에는 카이두의 어머니의 이름이 언급된다. 샤르바카나 카툰은 위구르족의 영토 동쪽의 산악지대에 살았다 하며, 일설에는 비몽골계 인물이라 한다.
어려서 카이두는 칭기즈 칸의 본부에서 조부 오고타이 칸에 의해 양육되었다.

#### 소년기
그가 아직 어렸던 1241년 11월에 우구데이 카안이 갑자기 죽자 대칸의 자리를 두고 우구데이의 아들인 구유크와 킵차크 한국의 바투 간에 분쟁이 발생했다. 1246년, 구유크는 바투의 반대에도 불구하고 쿠릴타이를 소집하여 칸위에 올랐다. 이렇게 칸위에 오른 구유크는 재위 3년 만인 1248년에 사망하였고, 그 후 바투와 연합한 툴루이계와 우구데이계간의 분쟁이 다시 발생하게 됐다. 이 분쟁에서는 바투와 툴루이계가 승리하여 1251년에 툴루이의 장남인 몽케가 대칸에 선출되었다. 카이두는 일찍부터 매사 냉담함과 조용함, 신중한 자세로 처신하였다.
라시드 알딘에 의하면 그는 하지 몽골이나 위구르족과의 혼혈 혈통으로 묘사되었다. 그러나 라시드 알딘에 따르면 베르킨족은 몽골인 계통이 아니며 위구르인 계통도 아니다. 라시드 알딘은 카이두는 외모가 순수한 몽골인 같았으며 평균 신장에 거의 수염이 없었다 한다. 라시드 알딘은 그는 매우 똑똑하고, 유능하며, 의욕적이고, 교활한 사람이었다 한다.
카이두는 냉철하고 신중한 성격의 소유자였다. 신원사 113권에 의하면 그는 속임수를 잘 썼고, 지략이 많았다 한다. 그의 아버지 카시, 할아버지 오고타이, 백부 귀위크와 달리 카이두는 술을 좋아하지 않아, 크므즈 혹은 아이라그(마유주, 암말의 젖으로 발효시킨 술)나 포도주, 소주를 입에 대지 않았다. 술을 전혀 입에 대지 않은 것은 그의 아버지, 조부, 다른 친척들과 확실히 달랐다.
그는 오고타이 칸의 정궁 카툰의 손자로 적장손이지만, 대권을 계승하지 못한 일로 항상 상심하고 원한, 앙심을 품었다 한다. 카이두는 체력은 약했지만, 산을 잘 오를 수있는 능력을 가진 그의 어머니의 친정 부족인 베르킨족이 후에 카이두의 울루스에 합류하여 이 능력은 전쟁에서 매우 유용하게 작용한다.

### 숙청과 생존

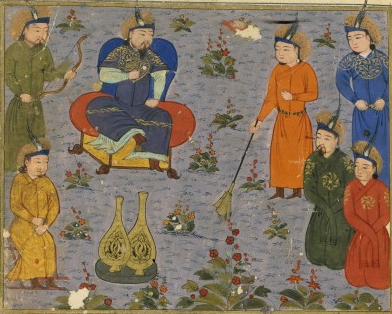
몽케세르 노얀에 의한 오고타이 가문 왕자들 재판
(페르시아의 사서 집사에 삽화)

1250년 킵차크 한국에서 열린 쿠릴타이에서 툴루이계의 몽케가 몽골 울루스 대칸에 선출었고, 1251년 카라코룸에서 열린 쿠릴타이에서 귀위크 칸의 미망인인 오굴 카이미쉬의 강력 반대에도 불구하고 다시 다시 툴루이계의 몽케가 몽골 울루스 몽케가 대칸에 선출되자 우구데이계 왕자들은 이를 인정하지 않았다. 시레문(失烈門)을 비롯한 오고타이 계 왕자들은 대칸의 자리를 되찾으려는 음모를 꾸몄다. 하지만 음모는 금세 발각되어 음모의 주동자인 시레문을 비롯한 여러 오고타이계 왕자들과 구유크의 미망인인 오굴 카이미쉬 등이 숙청당했다. 이 과정에서 오고타이 가문의 인사 77명에서 3백여 명이 학살당했다 한다. 오고타이와 귀위크를 따르던 친친카이를 비롯한 측근들도 이때 숙청당했다.
카이두 역시 이 숙청 과정에서 희생당할 뻔했으나, 미리 몽케 칸에게 복종하여 목숨을 건졌다. 카이두는 곧 타르바가타이 산 근처로 추방되었다.
1252년 여름, 혹은 1253년 여름 몽케 칸은 왕족들에게 영지를 줄 때, 카이두에게는 압해립지(海押立地, 현 발하시호수 주변)을 영지로 주었다. 이때 카이두의 삼촌 카단에게는 비슈바리크(別石八里) 일대를 주고, 킵차크 한국의 베르케에게는 고리지(曲兒只)의 땅을, 탈탈(脫脫)에게는 에밀(葉密) 지역을 분배해 주었다. 오고타이의 영지는 분할되었다. 그러나 베르케에게 분배된 땅은 어느 시점에 카이두가 차지하게 된다.
그러나 카이두는 겉으로는 숨겼지만, 우구데이 카안의 적손이자 적법한 계승자였던 자신이 황위를 계승하지 못한 것에 대해 속으로 불만이 많았다.

### 오고타이 가문의 당주 계승
1248년 혹은 1252년 그는 우구데이의 영지 일부를 계승했다. 우구데이의 영지는 몽케 칸에 의해 처형되지 않은 우구데이계 일족 및 다른 친족, 부족장에게 분할되었다. 또한 구 서하의 영토는 몽케 칸 자신의 동생 쿠빌라이에게, 몽골고원 서부는 아리크부카에게 주어진다.
카이두를 반역자로 보는 원사, 원사연의, 신원사 등에는 카이두가 오고타이 울루스를 계승한 날짜가 모호하게 기록되어 있다. 그가 오고타이의 후계자로 지목된 시레문의 숙청 이후 오고타이 한국을 계승했는지, 몽케 칸 사후 바로 오고타이 한국을 계승했는지 여부는 나타나지 않는다. 오고타이 한국의 북동부는 1260년 혹은 1261년까지 그의 삼촌 카단이 통치하고 있었다.
오고타이가 후계자로 지명한 시레문을 비롯, 오고타이계 왕자들이 처형됨으로써 살아남은 그가 오고타이 가문의 종주가 되었다. 목숨을 건진 카이두는 나이만과 신장 위구르 일대, 중가르 분지 등의 자신의 영지로 가서 당분간 정치적, 군사적인 발언과 행동을 자제했다. 그는 와신상담하며 우구데이계의 부흥과 툴루이계에 대한 복수를 다짐했다. 삼촌 카단이 다스리던 비슈바리크, 감숙성 일대를 제외한 나머지 영토를 수복한 시점은 정확하지 않다. 카이두는 칭기즈 칸이 오고타이의 몫으로 분봉해준 지역 중, 후일의 카자흐스탄 동부 지역, 발하슈 호 주변과 키야리크, 중국 신장 위구르 자치구 일대와 일리강 이북, 이밀강변 주변 지역, 타르바가타이산맥 일대, 카자흐스탄 동부 지역을 차지하였다. 1260년 혹은 1261년 삼촌 카단이 사망하면서 비슈바리크와 감숙성 일대 역시 그가 차지하였다.
몽케 칸 즉위 초반에는 조용히 은신했으나 점차 그는 몽케 칸의 소환 요청에 불응하거나 소극적으로 대응한다.

### 정복 활동

#### 중앙아시아의 패권 장악

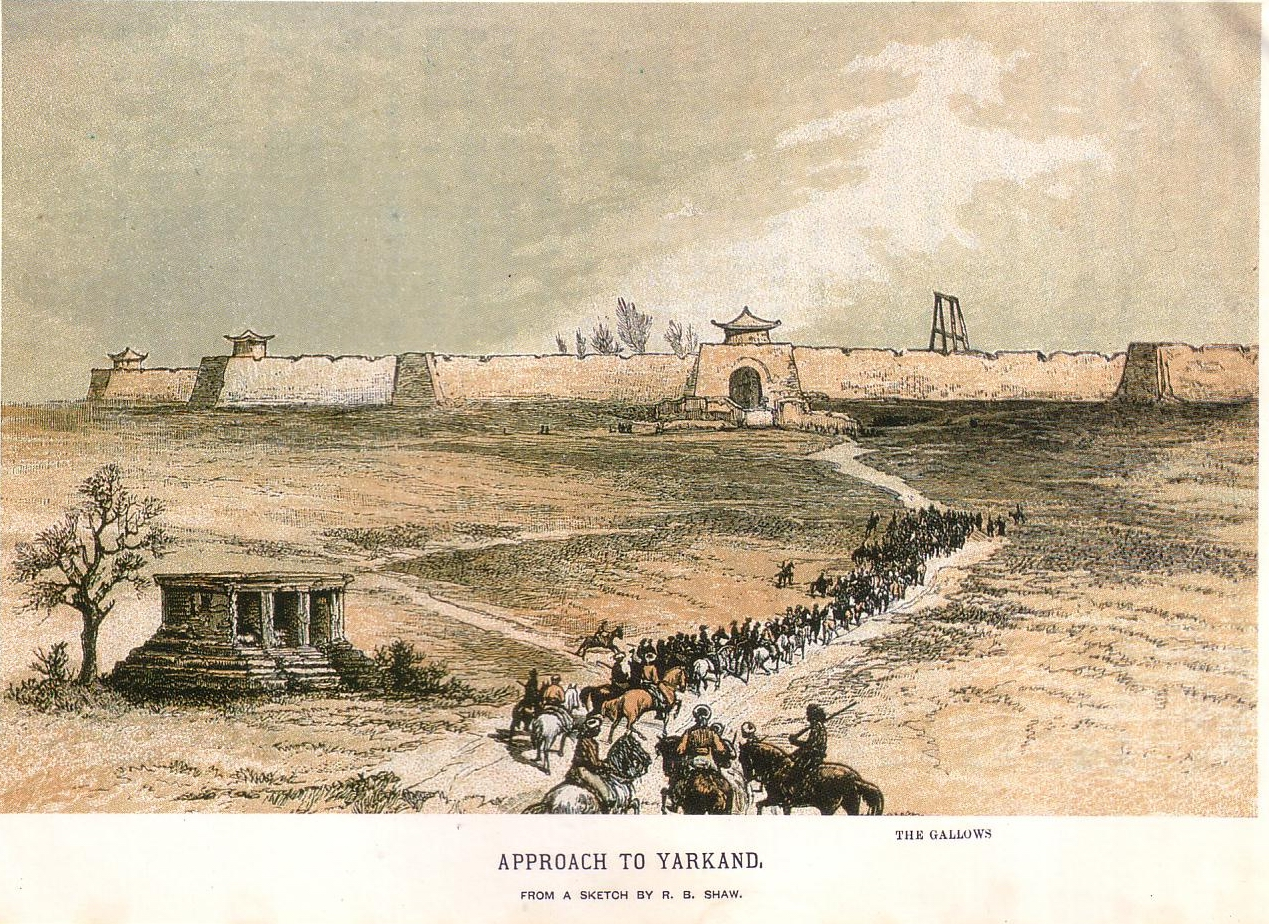
야르칸드현

1260년 이탈리아의 마르코 폴로는 몽골로 가던 중 5일간 카이두 영토의 일부인 야르칸드를 방문했다. 주민 대부분이 무슬림이었지만, 일부 네스토리우스 기독교인과 자코 바이트 시리아인도 있었다. 그리고 식량과 기타 필수품, 특히 면화가 풍부했다는 기록을 남겼다.
1259년 8월, 몽케 칸이 남송 원정 도중 부상과 이질 등으로 진중 사망하자, 다음 해인 1260년에 그의 동생인 쿠빌라이와 아리크 부케가 각각 대칸을 칭했다. 서로 대칸을 칭한 쿠빌라이와 아리크 부케는 곧바로 전쟁에 들어갔다. 카이두는 아리크부카를 지지했고, 쿠빌라이와 일 칸국과 큰 갈등하기 시작했다. 카이두는 쿠빌라이는 몽골을 한화(漢化)시키려는 역적이며, 쿠빌라이로 인해 몽골도 거란족처럼 중원에 흡수될 것이라 주장했다.
쿠빌라이 칸이 사자를 보내 자신의 카이핑 조정으로 사자를 보내거나 입조를 요청했으나, 카이두는 가뭄, 말이 마르고, 길이 멀다는 등의 이유를 대며 쿠빌라이의 방문 요청을 거절했다.
전쟁은 중국 북부의 풍부한 물자를 가진 쿠빌라이에게 시종일관 유리하게 진행됐다. 이에 아리크 부케는 자신이 임명한 차가타이 칸국의 알루구에게 도움을 요청했지만 알루구는 이 요청을 거절하고 오히려 1263년에 쿠빌라이와 동맹을 맺었다. 쿠빌라이와 동맹을 맺은 알루구는 카이두가 아리크 부케를 도왔다는 구실로 카이두를 공격, 오고타이 칸국을 황폐화시켰다. 카이두는 킵차크의 베르케와 동맹을 맺게 되었다. 알루구의 공격을 받은 카이두는 킵차크 칸국의 베르케의 지원을 받아 차가타이 칸국의 영토로 침입하여 알루구와의 전투에서 승리를 거두었으나, 다음 번 전투에서 반격을 당해 본국으로 철수했다.
정치적인 감각을 가진 카이두는 베르케와 알루구의 대립, 갈등을 하나의 기회로 이용하였다. 카이두는 베르케의 도움으로 타르바가툼 산, 흑 이르티시 분지 등 오고타이의 옛 영지를 복원했고, 차가타이 한국령인 트란스옥시아나까지 진출하였다. 카이두는 알루구와도 오래 대립했다. 1266년에 그는 화레즘과 마베나르흐를 잃었다. 그러나 알루구는 1266년에 사망하여 중앙 아시아에서 권력을 회복하려는 카이두의 계획에 기여했다.

#### 쿠빌라이와의 갈등
한편 몽골 초원에서는 1264년 8월에 아리크 부케가 최종적으로 패하고 쿠빌라이가 몽골 울루스의 유일한 대칸이 됐다. 최대의 경쟁자를 제거한 쿠빌라이는 이후 알루구와 협력하여 카이두 제거에 초점을 맞췄다. 1264년 쿠빌라이는 카이두를 상도로 소환하였다. 그러나 카이두는 울루스의 말들이 마르고 병들어서 출두할 수 없다며 거절하였다. 
1265년 음력 윤달 5월 30일 쿠빌라이 카안은 친왕(親王) 4명에게 남경의 속주를 영지로 하사했다. 원사 6권에 의하면 카단(合丹)에게는 정주(鄭州), 메리크에게는 균주(鈞州), 보라크치에게는 수주(睢州), 카이두에게는 채주(蔡州)를 주고, 속히 조정으로 올 것을 요구했다. 다른 제왕들은 쿠빌라이 카안의 소환에 응했으나, 카이두는 거절했다. 그러던 1266년에 카이두는 쿠빌라이 카안의 지지자로 생각되는 차가타이 한국의 알루구를 알말리크 혹은 알타이산맥 근처에서 암살했다. 바로 알루구에 의해 쫓겨났던 무바라크 샤가 잠시 차가타이 한국의 칸위를 차지했다가 곧 바락으로 교체됐다.
1266년 아리크 부케의 의문의 독살 이후, 카이두는 아리크 부케의 계승을 선언했다. 카이두는 쿠빌라이 칸에 저항하는 이유를, 쿠빌라이 칸은 그의 조상의 가르침을 거부하고 왕위를 차지했다, 몽골의 관습이 사라지고 중국의 관습이 도입된다, 수도를 몽골고원이 아닌 외국으로 옮겼다는 것이 거병의 이유였다. 카이두는 킵차크 한국, 차가타이 한국, 일 한국에 도움을 구하는 중요성을 강조하고, 몽골의 가치를 수호하도록 설득하는 서한을 보냈다. 일 한국은 원나라의 편이었고, 킵차크 한국과 차가타이 한국은 원나라와 카이두 양쪽에서 저울질을 하였다. 몽골의 왕공족 50여 명이 카이두 지지를 선언했다.
이때 그는 나이만, 스루도스, 콩고탄부 일대의 아리크부카의 울루스를 흡수했다는 설도 있다. 카이두의 영향력이 직접 미치는 곳은 신장 웨이우얼과 옥수스강, 동부 투르키스탄 일대였으며, 히말라야산맥 인접 지역까지 그의 영향하에 있었다. 그는 일부 동몽골의 부족장들과 투르크족 족장들의 지지를 얻어 몽골 서북지역으로 진군, 쿠빌라이를 공격하였다. 쿠빌라이 카안은 차가타이 한국의 바라크에게 사람을 보내 카이두를 공격하도록 설득하기도 했다.

#### 차가타이 칸국 정벌
1268년 쿠빌라이 칸은 카이두의 폐위를 선언하고, 귀위크의 셋째 아들 호쿠를 오고타이 칸국의 칸으로 임명하여 보냈으나, 이를 저지하고 호쿠를 추방했다. 같은 해 쿠빌라이 칸은 차가타이 한국의 바락에게 카이두를 공격하도록 사주했다. 차가타이국 바라크의 기습 공격에 카이두는 속수무책으로 밀려났지만, 베르케의 후임인 킵차크 한국 몽케 테무르의 도움으로 바락을 물리쳤다.
1268년 카이두는 군사를 이끌고 카라코룸을 공격, 알말리크에 있던 노무간의 군대는 카라코룸 방향으로 이동, 카이두의 군사가 주둔한 곳 15km 근처까지 가, 3일 후 교전하였다. 카이두 측과 노무간 측 양측은 모두 큰 손실을 입고 성과가 없자, 쿠빌라이 카안은 추가로 군사를 파견했다. 쿠빌라이의 증원군이 온다는 소식을 들은 카이두는 퇴각, 사마르칸트까지 빠르게 회군했다.
차가타이의 칸이 바락으로 교체되자 카이두는 다시 원정에 나섰다. 1269년 킵차크 한국의 만그 티무르의 도움으로 일리강변(중국 서부와 카자흐스탄의 경계), 카흐가르 지역에서 바라크를 물리치고, 대칸의 칭호를 얻었다. 바라크가 쿠빌라이 칸과 교전하는 동안 카이두는 탈라스강(현, 키르키스스탄과 카자흐스탄의 국경지대를 흐르는 강) 주변을 점령하였다.
카이두는 킵차크 칸국의 만그 티무르의 지원을 받아 차가타이 칸국을 침입하여 시르다리야강 근처와 코잔드에서 벌어진 두 번의 전투를 승리로 이끌었다. 이 두 번의 전투에서 패한 바락은 트란속시아나로 도망친 뒤 사마르칸트와 부하라를 약탈하여 군대를 다시 모았다. 바락의 격렬한 저항으로 전쟁이 장기화될 기미를 보이자 카이두는 배후의 쿠빌라이가 침입해올 것을 염려해 바락과 강화를 체결하고 본국으로 돌아갔다. 강화의 결과 카이두와 만그 티무르가 트란속시아나의 3분의 1을 차지하게 됐으며 카이두는 차가타이 칸국이 소유하고 있던 투르키스탄 대부분을 차지하게 됐다. 하지만 카이두는 강화대로 이 땅을 만그 티무르에게 주지 않고 자신의 영토로 병합시켰다.
1269년 이전에 투르키스탄 영토를 놓고 차가타이 칸국, 킵차크 한국을 상대로 협상, 차가타이 한국은 투르키스탄의 3분의 2를, 나머지 3분의 1 중 서쪽은 킵차크 한국의 몽케 테무르가 투르키스탄 동부 지방의 나머지 영역은 카이두가 차지하기로 결정, 분할했다.

#### 일 한국과의 교전
강화는 체결되었지만 바락은 이 강화에 만족하지 못했다. 그는 부하라를 재정복하려 했으며 사마르칸트를 약탈하려고도 했다. 카이두는 바락의 이러한 불만을 이용하여 바락에게 아바카가 다스리고 있는 일 한국을 공격할 것을 종용했다. 바락은 이 제의에 쉽게 응하여 일 한국을 공격할 준비에 나섰다. 이에 카이두는 자신의 아들인 차파르]가 이끄는 군대를 지원했으며 킵차크 칸국 역시 군대를 지원했다. 킵차크 칸국과 카이두의 지원을 받은 바락은 아바카 휘하의 장수인 테구데르에게 반란을 일으키게 한 뒤, 군대를 일으켜 호라산에서 일 칸국의 군대를 격파했다.
1269년부터 1270년 카이두는 바라크와 동맹, 페르시아의 일 칸국 공격을 기획한다. 바라크는 코라산으로 가서 일부 지역을 점령했다. 
하지만 킵차크 칸국과 카이두는 바락의 성공을 탐탁지 않게 여기고 있었다. 이 때문에 킵차크 칸국 군대는 바락 휘하의 장군인 자라일타이(Jalayirtai)와의 언쟁을 구실삼아 군대를 퇴각시켰다. 바락은 자라일타이를 보내 킵차크 칸국 군대에 용서를 구하고 복귀할 것을 설득했지만 허사였다. 킵차크 칸국의 군대가 떠나자 카이두가 보낸 차파르 역시 자신의 군대를 버리고 본국으로 도망가버렸다. 차파르가 도망오자 카이두는 아예 바락과의 관계를 끊고, 일 칸국 아바카와 우호관계를 맺었다. 설상가상으로 1270년, 바락의 군대는 아바카와의 전투에서 대패를 당했고 바락은 부상을 입었다. 
1270년 일 한국의 칸 아바카 칸은 대규모 군대와 함께 그의 아들 아르군을 코라산으로 보냈다. 이 소식을 들은 바라크는 많은 기병을 모아 1270년 7월 19일 아르군의 군대에서 15km 떨어진 아무다리야에 진을 쳤다. 카이두는 바라크를 지원했다. 7월 22일 헤라트 근처에서 격렬한 전투가 벌어졌는데, 바라크의 군대와 카이두의 지원군은 강변에서 참패하고 퇴각했다. 엄청난 손해를 본 채 본국으로 돌아온 바락은 카이두에게 추가 지원을 요청하는 편지를 보냈지만 카이두는 군대를 보내는 것으로 응답했다. 결국 1271년, 바락은 카이두의 군대에 둘러싸인 채 막사에서 사망했으며 카이두는 죽은 바락 대신 네구베이(Negubei)를 차가타이 칸으로 세웠다.
이를 계기로 일 한국은 왕자 아르군을 코라산으로 보내 지속적으로 거주하게 했다. 1284년 자신이 일칸이 되었을 때 그는 그의 아들 가자를 보냈고, 그는 1295년까지 그곳을 방어했다.
하지만 차가타이 칸국은 녹록치 않았다. 알루구와 바락의 아들들을 중심으로 우구데이 칸국과 카이두에 대항하는 반란이 일어났고 네구베이가 그들에 동조하면서 반란은 확산됐다. 이에 카이두는 군대를 보내어 네구베이를 죽이고 부카 테무르(Buqa Temur)를 칸으로 세웠다. 새로 칸이 된 부카 테무르는 무능하여 알루구와 바락의 아들들이 일으킨 반란에 제대로 대처하지 못했다. 1274년 카이두는 바라크의 아들 두아를 트란스옥시아나의 총독으로 임명했다. 결국 카이두는 1282년에 반란 세력과 타협하여 바락의 아들인 두아를 칸위에 올렸다. 칸위에 오른 두아는 우구데이 칸국에 더 이상 저항하지 않고 카이두를 따르게 됐으며 카이두는 더 이상 차가타이 칸국을 걱정하지 않게 됐다.

### 원나라와의 대립

#### 반 쿠빌라이 연합군 편성
1267년 사마르칸트 남쪽에서 바라크, 몽케 테무르와 협상을 하였다. 와사프에 의하면 바라크, 몽케 테무르와 카이두는 사마르칸트 남쪽에서 1267년경 협의하였고, 도시의 관리는 마우스드 베이에게 위임하고 바라크와 카이두는 산지와 사막에서만 활동하는 것으로 협상을 체결했다 한다. 카이두는 또한 부하라 주변 지역의 영향력도 확보하였다.
1268년 카이두는 바라크, 킵차크 한국에 사절을 보내 탈라스강에서 회합, 쿠빌라이에 반대하는 동맹을 맺을 것을 제의한다. 1269년 봄, 카이두는 쿠릴타이를 소집, 차가타이 한국, 킵차크 한국 및 몽골 서부의 일부 왕공족들을 초청, 7일간 쿠릴타이를 개최하고 8일째 되는 날 카이두 자신을 몽골 제국의 대칸으로 선언하였다. 쿠릴타이가 열린 장소는 페르시아의 역사가 와사프(페르시아어:عبدالله ابن فضلالله شرفالدین شیرازی)에 의하면 탈라스강이라 하고, 라시드 알딘에 의하면 카트완(현 사마르칸트 주변) 대초원이라 한다.
1273년 카이두는 쿠빌라이 타도를 선언하고 군사를 일으켰으며, 몽골의 반 쿠빌라이파 부족장, 왕족들이 협력하였다. 아리크부카의 아들들과 몽케 칸의 자손 일부도 카이두에게 협조하였다. 그밖에도 금장 호르드 칸국, 차가타이 한국, 징기스 칸 혈통의 일부 귀족과 오이라트, 케레이트, 킵차크, 키르키스 등 중앙아시아 중요한 부족들의 지원으로 시작되었다. 그러나 쿠빌라이 카안과 바얀의 군대에 크게 패하고 퇴각하였다. 쿠빌라이 카안과의 전투에서 허리를 다쳤다.

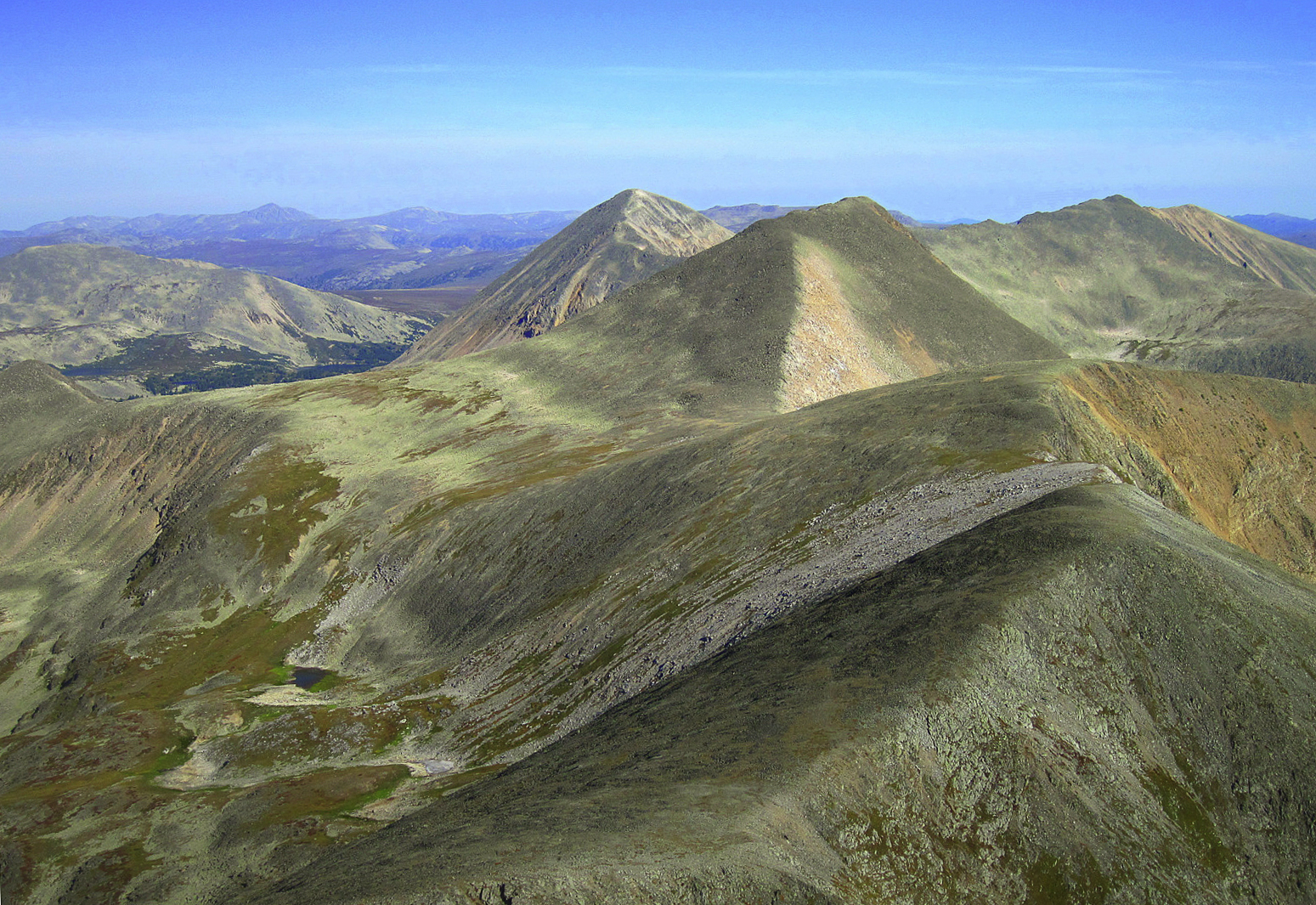
카이두와 원나라군, 차가타이 한국군대의 주요 전투 지역인 알타이산맥

1274년 1월 쿠빌라이 카안은 금과 은으로 된 밀부를 내려 카이두와 두아 추격을 원나라 전국에 명했다. 1274년 카이두는 차가타이 한국 바라크의 아들 두아를 트란스옥시아나의 총독으로 임명했다. 1275년 카이두는 위구르를 정벌하여 성공적으로 복속시켰다.

#### 노무간 군대 수뇌부 궤멸
1275년 그는 티베트와 구 탕구트의 영토를 차지하기 위해 전쟁을 시작, 바로 우루무치를 점령했으나 우루무치의 위구르인들은 저항했다. 평소 우구데이 칸국을 껄끄럽게 생각하고 있던 쿠빌라이는 1275년 7월 자신의 넷째 아들인 노무간과 서자 코코추, 승상 안톤 등에게 대군을 주어 우구데이 칸국과 맞서게 했다. 이 원정군에는 몽케 칸의 아들인 시리기(Sirigi), 아리크 부케의 아들인 요부쿠르, 멜릭 테무르가 있었는데, 이들은 곧 알말리크를 점령했다. 그러나 1277년 여름 혹은 가을에 시리기 등은 진중 반란을 일으켜 노무간, 코코추, 안톤을 사로잡은 뒤 킵차크 한국에 넘겨 버리고 자신들은 카이두에게 의탁했다. 시리기 등은 안톤을 카이두에게 넘기고, 노무간과 코코추는 킵차크 한국으로 송환했다. 이후 차가타이의 둘째아들 사르반(Sarban)도 이 세력에 합류하여, 네 명의 왕자와 킵차크 한국 및 카이두가 반 쿠빌라이 연합을 형성하게 됐다. 그러나 동방의 왕족들과 쿠루타이는 카이두에게 협력하기를 거부했고, 전열을 이탈했다.
1278년 봄, 카이두는 자신에게 의탁한 시리기와 사르반 등을 앞세워 카라코룸으로 진격했다. 카이두의 군대는 카라코룸 주변에 도착했고, 사태가 심각함을 깨달은 쿠빌라이는 즉시 명장 바얀을 불러 시리기와 사르반 군대를 막게 했다. 바얀의 군대가 알말리크 근처에 도착하자, 카이두에 반대하던 쿠루타이(忽魯帶)가 이끄는 부대가 바얀]의 군대에 합류했다. 바얀은 남송과의 전투에서 보여줬던 뛰어난 용병술을 바탕으로 그들의 군대를 격파했다. 바얀은 오르콘에서 시리기의 군대를 격파하여, 카이두군에 타격을 주었다. 원나라 장군 바얀에게 진 뒤 왕자들은 내분을 일으켰으며 결국 1277년 8월 사르반이 시리기를 넘기는 대가로 바얀에게 항복하면서 원정은 실패로 끝났다.
1277년 7월 16일 원나라의 카이두 원정군 중 몽케 칸 가문의 시리기를 중심으로 몽케 가문의 일족이 반란을 일으켰다.(시리기의 난) 이때 툴루이의 서자로 쿠빌라이에게 반기를 들었던 소게두와, 소게두의 아들 투그 테무르, 몽케 칸의 첩의 넷째 아들이었던 시리기 등이 진중에서 반란, 역습을 가하여, 노무간과 쿠쿠추와 안통은 밤에 알말리크의 숙영지에서 체포했다. 시리기는 카이두에게 협상을 제의, 체포된 노무간, 코코추, 안통을 넘길 것을 제의했으나 카이두는 거절했다. 노무간, 코코추는 시리기의 측근들에 의해 킵차크 한국 주치 울루스의 뭉케 테무르 칸에게 보내져, 감금당했다. 
1278년에는 카이두는 다시 군사를 이끌고 카라코룸 주변에 도착했다. 그런데 그해 킵차크 한국에 붙잡혀, 감금돼 있던 쿠빌라이 칸의 넷째아들 노무간이 탈출, 도주하였다. 쿠빌라이 칸은 군사를 보내 알타이산맥 서쪽과 몽골고원 서부, 신장 위구르 자치구 일대를 장악하고 주둔지 방어선을 강화하자, 카이두는 이르티시강변으로 퇴각했다. 그해 카이두는 알말리크 일대를 수복하였다.1 1282년 카이두의 군대는 쿠빌라이로부터 티베트를 빼앗으려 하였으나, 티베트군의 격렬한 저항으로 실패했다.
1282년 1월 카이두의 편에 섰던 몽케 칸의 아들 시리기가 도로 쿠빌라이 카안에게 투항하고 반성했으나, 쿠빌라이 카안은 시리기를 고려로 유배보냈다. 시리기는 유배지에서 사망한다. 시리기가 죽자 시리기의 아들 울루스부카가 남은 무리를 이끌고 카이두에게 귀순해왔다.

#### 동방 왕가와 공동 작전
1284년 킵차크 한국이 카이두 지지세력에서 이탈하고 쿠빌라이 칸과 평화 조약을 체결하면서 그의 세력은 약화되었다. 1286년 일시적으로 카라코룸을 점령했으나 쿠빌라이에게 격퇴되었다.
1287년 쿠빌라이 칸의 일본 정벌 실패, 베트남 등 정벌 실패에 반감을 품은, 몽골 동부의 부족장 나얀이 반란을 일으켰다. 그해 카이두는 만주와 동몽골을 영지로 하는 카사르의 후손 식투르, 카치운의 손자 카다안, 테무게 옷치긴의 후손인 나얀과 동맹을 맺고 다시 쿠빌라이와의 전쟁에 나섰다. 나얀은 비밀리에 사자를 보내 지원을 요청했고, 카이두는 10만 명의 군사를 약속하고 군사를 모았다. 1287년 4월 나얀 등은 군사를 일으켜 황하로 쳐들어왔고, 쿠빌라이는 노무간을 보냈으나 패하였다. 그해 5월 쿠빌라이는 직접 군사를 이끌고 동몽골로 갔다. 동쪽 군대의 맹주인 나얀은 쿠빌라이의 친위대와 결전을 벌였으나 그해 6월 패하고 사로잡힌 뒤 1288년, 쿠빌라이에 의해 처형당했다.
나얀이 패한 이후 대부분의 반란 가담 세력들은 쿠빌라이에 항복하였다. 쿠빌라이가 동쪽 반란군을 상대하는 동안, 서부에서 카라코룸으로 진군했던 카이두는 쿠빌라이의 손자인 카말라군, 장군 바얀의 군대와 교전했다. 카이두가 카말라를 격파하는 등 우세한 전황을 유지했지만, 나얀을 평정한 부쿠빌라이가 온다는 소식을 듣고 본국으로 회군하였다. 1288년 1월 카이두는 다시 군사를 이끌고 몽골고원 서부를 점령했으며, 쿠빌라이 카안은 부마 창길(昌吉), 왕족 아지리(也只烈), 차크라(察乞兒), 카단(合丹) 등을 보내 카이두를 상대하게 했다. 이들은 카이두 군대를 몰아내지 못했다.  그해 4월 쿠빌라이의 손자 테무르의 군대에 패배하여 물러났다. 1288년 6월 카이두는 장군 암바이(暗伯)를 보내 몽골고원 서부를 공격했으나, 원나라의 장군 원수(元帥) 아리타이(阿里帶)에게 격퇴당했다. 그해 10월과 12월 다시 몽골고원 서부를 공략했지만 모두 격퇴당했다. 이 원정이 실패한 후 카이두는 산발적인 전투를 몇 번 더 벌였으나 바얀의 방어에 막혀 큰 성과를 거두진 못했다.
1289년 쿠빌라이는 친히 군사를 이끌고 카이두를 상대했지만, 체포하지 못하고 카이두 군대를 원나라 국경 밖으로 쫓아낸 뒤 되돌아갔다.

#### 카말라, 테무르와의 전투
1289년 7월 4일 카이두는 군사를 이끌고 몽골고원으로 들어와 카라코룸을 공략했다. 쿠빌라이 칸은 투그투카와 진왕 카말라의 군대를 보내 진압하게 했다. 카이두는 항가이산맥 근처에서 카말라 군대를 격파하고, 투그투카의 군대를 카라코룸 인근에서 쫓아낸 뒤 카라코룸을 점령하였다. 쿠빌라이는 장군 바얀, 이슈투무르 등 장군들과 선위사(宣慰使) 기복(奇卜), 동지(同知( 나이만타이(奈曼岱) 등을 보내 교전, 그해 7월 카이두는 다시 카라코룸에서 퇴각하였다. 1292년 키르기스를 정벌, 복속시켰다. 그해 가을 킵차크인 투투카가 군대를 이끌고 알타이 산으로 오자, 알타이 주변의 카이두에게 복속한 3천여 호가 투투카에게 귀부했다. 카이두는 장군 파라차르를 알타이산으로 보내 투투카 군대를 몰아냈다. 1292년 10월 다시 군사를 이끌고 몽골고원으로 왔다가 다시 되돌아갔다.
1294년, 원나라를 건국한 쿠빌라이가 사망하고 그의 손자 테무르 올제이투가 제위에 올라 성종이 됐다. 쿠빌라이의 죽음을 계기로 다시 군사를 일으켜 원나라로 쳐들어왔으나, 테무르 올제이투에게 격퇴당했다. 즉위 직후 테무르 올제이투는 칙령을 내려, 자신의 지위, 재산을 지킬 목적으로 카이두에게 투항한 자들을 용서하겠노라고 발표했다. 이 발표 이후 카이두를 따르던 이들이 오랜 전쟁에 지쳐 원나라로 투항하면서 카이두의 세력은 급격히 줄어들었다. 1294년 12월 아사르 지역을 침공, 주민들을 포로로 잡아갔다. 1295년 카이두는 군사를 이끌고 일 칸국을 공략했으나, 기후와 환경 요인으로 성과를 거두지 못하고 되돌아왔다.

### 생애 후반

#### 지지세력 이탈과 패전
1297년 가을, 아리크 부케의 아들인 요부쿠르와 몽케의 손자 울루스 부카가 우구데이 칸국을 이탈하여 원나라로 귀환하였고 이로 인해 카이두의 세력은 크게 줄어들었다. 이들이 귀환하자 원 성종은 1298년 1월에는 지폐 천정을, 12월에는 쌀 1만석을 주어 이들을 회유했다. 이후 카이두는 지속적으로 원을 공격하였고 1298년에는 성종의 딸 조국공주 아야미시(爱牙迷失) 혹은 아야시리(爱牙失里)의 남편 고당왕(高唐王) 쾨르기즈가를 사로잡는 성과를 올리기도 했다.
두아, 체체투와의 전투에서 패하고 고립된 쾨르키즈를 사로잡아 그에게 귀순을 청했지만 쾨르키즈는 굴하지 않고 죽음을 택했다.
1297년 10월 원나라의 도지휘사 기철(奇徹)이 내몽골 자치구 파림지지(巴林之地, 현, 내몽골 자치주 빠린줘치)를 기습공격, 파림지지에 있던 카이두는 패주하였다. 1298년 카이두는 다시 원나라의 서부 지방을 공격하였다. 1299년 원 성종은 코코추 대신 쿨룩 칸 카이산에게 기갑부대를 딸려보냈고, 카이두와 두아 연합군은 카이산과 교전하였으나 성과가 없었다. 1299년 8월에는 카이두의 아들 오로스가 군사를 이끌고 알타이산맥을 넘었으나, 쿨룩 칸 카이산 군대에 패배하고 퇴각했다.
1300년 8월과 1300년 9월 카이두는 핫산(哈尚) 등과 다시 군사를 이끌고 카라코룸을 수복하려 했으나, 번번히 원나라 군대에 패배하였다. 카이산이 쏜 화살에 맞아 부상을 입은 카이두는, 일부 병력들의 육탄전으로 카라코룸을 탈출하였다.

#### 부상과 최후
그는 자신의 영지 내 관료, 백성, 정복지 주민들에 대해 종교적으로 관대했고, 이슬람에 다소 우호적인 태도를 취하였다. 유목민의 삶의 방식을 지키면서도, 차가타이 한국군과 원나라군과의 전쟁 중에도 마우수드 베그 치하의 부카라와 사마르칸트 등 중앙아시아의 몽골 도시들의 약탈을 금지하고 도시를 보호하였다. 카이두는 암말의 젖을 발효시킨 마유주나 포도주, 소주를 전혀 입에 대지 않아 자신의 아버지 카시, 할아버지 오고타이와도 달랐다.
카이두는 오고타이 가문이 몽골 제국의 대칸 자리와 권력을 회복하려는 야망을 포기해야 했지만, 차가타이 울루스에서 자신의 영향력을 유지할 수 있었다. 카이두에게는 14 명의 아들이 있었고, 라시드 알딘에 의하면 카이두의 아들은 24명이지만, 그는 아들들 대신 딸 쿠툴룬을 신뢰하여 그의 자문을 얻었다 한다. 일설에는 쿠툴룬이 자코모 푸치니의 오페라 투란도트의 모델이 되었다는 설이 있다.
만년에 카이두는 요통을 앓았다. 하지만 몽골 제국 내에서 자신의 세력과 영향력이 지속적으로 줄어드는 것에 위기감을 느끼고 있던 카이두는 1301년 아리크 부카의 차남 멜릭 테무르, 차가타이 칸국의 칸 두아와 함께 카라코룸을 점령하러 대규모 원정에 나섰다. 카이두와 두아 등은 알타이산맥을 넘어 카라코룸에 도착, 전쟁 초기엔 카이두의 군대가 우세하여 진왕 카말라와 그의 아들 예순 테무르군대를 압도했지만, 카이샨의 군대가 전장으로 지원되면서 전황은 급속도로 변했다. 그해 8월  카이산이 야밤에 소수의 병력을 이끌고 그의 막사를 급습, 카이두는 카이산이 쏜 화살을 뺨에 맞았다.
1301년 9월 차가타이 칸국의 칸인 두아는 전투 중 원나라 장군 아시(阿失)가 쏜 화살에 맞아 부상을 당해 본국으로 퇴각했고, 카이두는 예순 테무르군과의 전투 중 카라코룸 전투와 타밀 전투에서 입은 중상이 악화돼 퇴각하던 중, 1301년 9월 26일 카라코룸 근처에서 부상 후유증과 요통 합병증으로 사망하고 말았다. 혹은 타이칸 호수 근처에서 사망했다는 설이 있다. 사망일자는 1302년 8월 25일에 사망했다는 설도 있다. 일설에는 그가 3월 혹은 1303년 3월에 사망했다는 설도 있다. 
군사적 재능이 뛰어나 아버지를 따라 전장에 나갔던 그의 딸 쿠툴룬이 그의 뒤를 잇고자 했으나 장수들이 따르지 않았다. 카이두는 죽기 전에 자신의 차남인 오르스를 후계자로 지명했지만 차가타이 칸국의 두아는 이를 무시하고 1303년 5월 혹은 6월에 서출 장남인 차파르를 옹립하였다.

### 사후

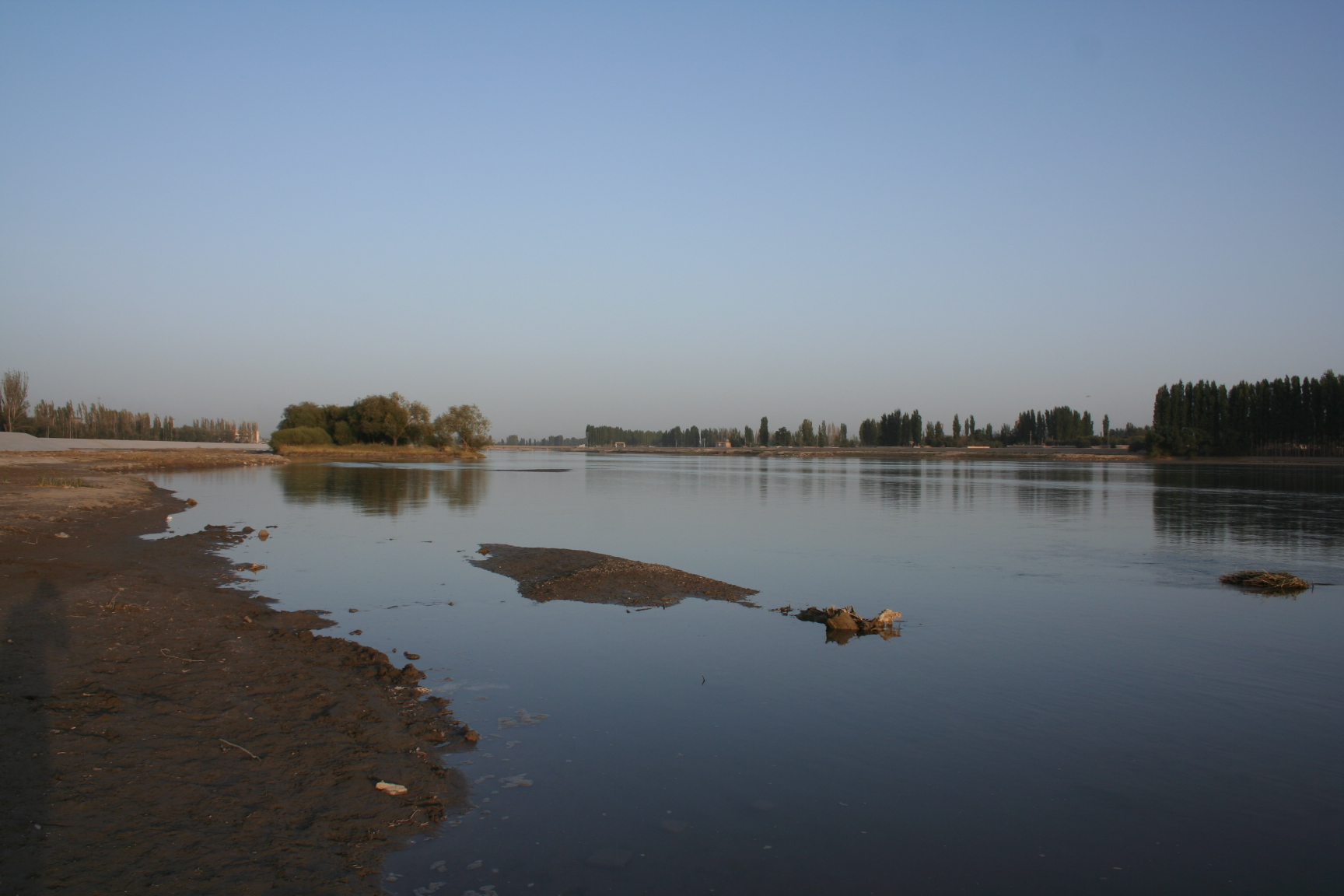
바인골린 몽골 자치주 옌치의 도심을 흐르는 카이두 강

카이두는 몽골인들로부터 최소한의 자원으로 전투를 수행했으며, 용기와 군사적 장점을 지닌 인물로 추모되었다. 그러나 카이두-쿠빌라이 칸의 오랜 전쟁으로 중국에서 중앙아시아를 거쳐 유럽, 중근동으로 가는 역참과 무역로는 대부분 폐쇄되었고, 원나라와 서방의 경제, 문화 교류는 차단되었다. 그 시신은 우구데이 칸의 자손들 일부가 묻힌, 일리강과 추강 사이에 위치한 손크루리크 산에 묻혔다. 딸 쿠툴룬과 그의 남편 아부 타쿨이 근처에 살면서 카이두와 일가의 묘지를 수호하였다.
카이두의 저항은 실패했으나, 카이두의 저항과 원나라에서의 연이은 테무르 칸의 사망, 테무르의 아들 테이슈의 요절, 퀼리그 칸 카이샨의 사망 등으로 중앙아시아는 몽골의 영향력에서 벗어났고, 몽골 황제의 권력으로부터 분리 독립되었다. 쿠빌라이 칸 정통론자들은 카이두를 군주로 인정하지 않고 신장 웨이우얼과 키르키스탄 일대, 간수성 서북쪽 일대를 점거한 반란군으로 보기도 한다. 서양의 문헌에서는 종종 그와 그의 삼촌 카단을 혼동하여 기록하기도 한다.
그의 뒤를 이어 즉위한 지 얼마 안 되어 차파르는 차가타이 한국의 두아와 대립하였고, 1306년에 두아의 군대와 원나라의 지원군에게 협공을 받았다. 양국 군대의 압박을 버티지 못한 차파르는 두아에게 항복했고 두아는 원나라와 함께 우구데이 칸국의 영토를 나눠가졌다. 그로부터 4년이 지난 1310년, 차파르는 다른 우구데이계 왕자들인 오르스, 얀기차르, 투그메와 함께 반란을 일으켰지만 진압당하고 나서 원나라로 망명했다. 차파르가 원나라로 망명하면서 우구데이 가문은 사실상 몰락하고 말았다.
그의 후손들 중 일부는 차가타이 한국으로 망명, 서차가타이 한국의 괴뢰 칸으로 추대된 다니시멘지는 카이두의 손자였다. 혹은 아들이라는 설도 있다.
신장 위구르 자치구의 바인골린 몽골 자치주에 있는 옌치에는 그의 이름을 따서 지은 카이두 강(開都河)이 있다.

## 가계

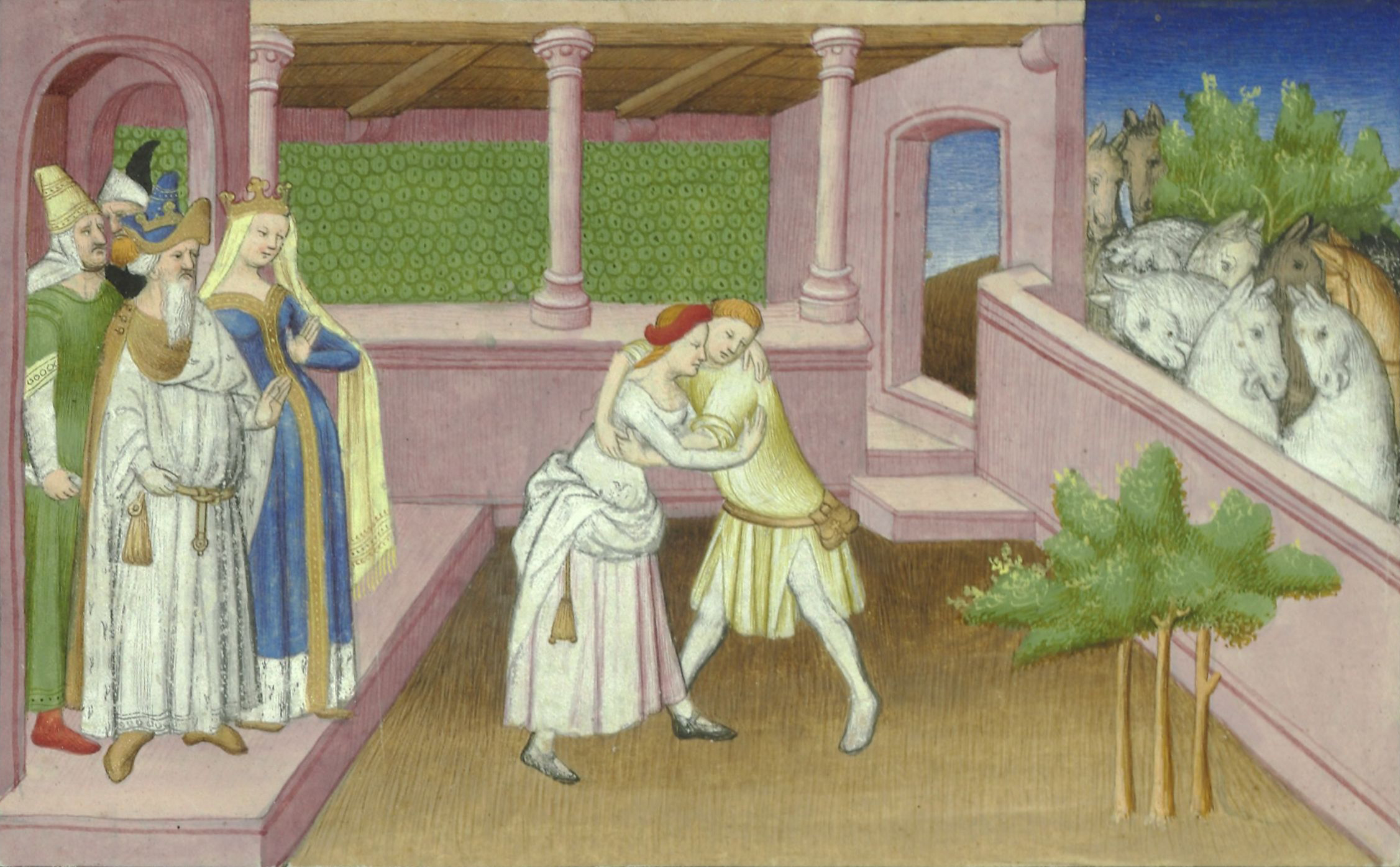
자신과 혼인하겠다고 지원한 남자와 씨름경기를 하는 카이두의 딸 쿠툴룬

페르시아의 역사가 라시드 알 딘에 의하면 카이두에게는 24명 혹은 40명의 아들이 있었다 한다. 그 중 9명 혹은 14명의 아들이 이름이 전하는데 차파르, 야기차르, 오르스, 쿠다우르, 수르카부카, 리베크시, 쿠리일, 이쿠부카, 우룩 티무르 등이다.
후일 1346년~1348년 차가타이 한국의 투르크인 아미르 카자한의 괴뢰 군주가 되는 다니시멘지는 카이두의 아들이라는 설, 카이두의 손자라는 설 등이 있다.
라시드 알딘의 기록에는 카이두의 딸 2명의 이름이 전한다. 코르투친 샤카(Хорточин Чаха)와, 카이두를 따라 전쟁터에서 활동한 쿠툴룬 샤카가 이름이 전한다. 쿠툴룬은 결혼하고 싶지 않아, 자신과 씨름하여 이기는 남성과 결혼하겠다 하고, 씨름에서 지는 남성에게는 벌금으로 말 1백필을 물게 하였다. 1296년이 되어 카이두는 쿠툴룬을 아부 타쿨과 결혼시켰다. 쿠툴룬의 이야기는 페르시아의 역사가 라시드 알딘, 이탈리아 출신 여행가 마르코 폴로 등에 의해 유럽과 이란, 이라크 등에 소개되었고, 후일 지아코모 푸치니의 오페라 투란도트의 소재가 된다.

### 황후
- 부만 대카툰(Буман хатан)
- 솔론 카툰(Солон хатан, 빗물이라는 뜻)
- 마랄 카툰(Марал хатан)
- 쉬잔 베키(Шизан бүсгүй)

### 자녀들
- 두바(Дува), 솔론 카툰 소생
- 아주루그 공주(Ажуруг гүнж), 흰 공주 쿠툴룬으로도 부른다., 부만 대카툰 소생
- 오로스(Урус), 부만 대카툰 소생
- 차파르 칸(Чапар), 솔론 카툰 소생
- 이크부카(Ихбух), 부만 대카툰 소생
- 수르크부카(Сурхабух), 솔론 카툰 소생
- 야기차르 칸(Янричар), 솔론 카툰 소생
- 이크바그시(Ихбагши), 쉬잔 베키 소생
- 쿠두루(Худур), 솔론 카툰 소생
- 부리(Бүри), 마랄 카툰 소생
- 샤르베그(Шербег), 사르단과 쌍둥이, 쉬잔 베키 소생
- 사르단(Сардан), 샤르베그와 쌍둥이, 쉬잔 베키 소생
- 우루그테무르(Уругтөмөр), 생모 미상
- 베그테무르(Бэхтөмөр), 생모 미상

## 관련 작품
- 드라마, 《마르코 폴로》 (2014년, 미국 넷플릭스방송) - 릭윤
- 드라마, 《마르코 폴로 시즌 2》 (2016년, 미국 넷플릭스방송) - 릭윤

## 같이 보기
- 쿠빌라이-카이두 전쟁
- 아리크부케

## 참고 자료
- Weatherford, Jack. (2010). The Secret History of the Mongol Queens. Broadway Paperbacks, New York.
- Hill, John E. The Western Regions according to the Hou Hanshu, Second Edition, 2003. (Based on 2004 edition, not yet online)